# Моркар
Моркар (др.-англ. Morcar; умер в 1071) — англосаксонский аристократ, эрл Нортумбрии (1065—1066) и один из организаторов сопротивления норвежским и нормандским захватчикам Англии.

## Биография

### Молодые годы
Моркар был младшим сыном Эльфгара, эрла Мерсии, и, таким образом, принадлежал к единственному англосаксонскому роду, который мог составить некоторую конкуренцию дому Годвина, захватившему к 1060-м годам власть практически на всей территории Англии. Моркар вышел на английскую политическую сцену в 1065 году. В это время в Нортумбрии вспыхнуло восстание против эрла Тостига. Нортумбрийская военно-служилая знать была недовольна жёстким правлением «чужака», назначенного всемогущим родом Годвинов. Мятежники избрали Моркара своим лидером. Он присоединился к восставшим и возглавил их армию, двинувшуюся в Среднюю Англию. По пути к ним присоединились отряды из восточномерсийских графств, а также соединения Эдвина, старшего брата Моркара и правителя Мерсии. Объединённая армия захватила Нортгемптон. Центральная власть была вынуждена пойти на переговоры. Согласно Оксфордским соглашениям, утверждённым королём Эдуардом Исповедником, Моркар был признан эрлом Нортумбрии вместо Тостига, а старинные права и обычаи нортумбрийцев были подтверждены и гарантированы королём.

### Норвежское и нормандское вторжения
Спустя несколько месяцев после назначения Моркара эрлом скончался Эдуард Исповедник. Новым королём Англии был избран Гарольд Годвинсон. Его воцарение было без энтузиазма воспринято в Нортумбрии. Хотя, по всей видимости, сам Моркар не выступил открыто против избрания Гарольда, положение в Северной Англии было достаточно сложным и потребовало личного визита нового короля весной 1066 года в Нортумбрию. Тем не менее, эрл Моркар активно поддержал усилия Гарольда по организации обороны страны от резко возросшей внешней угрозы.
В мае 1066 года дружина Моркара не позволила флоту Тостига высадиться на побережье Нортумбрии в его попытке организовать вторжение в Англии и свою реставрацию. Однако главная опасность исходила от Норвегии. Её король Харальд Суровый не оставлял претензий на английский престол. В сентябре 1066 года норвежский флот прошёл вдоль нортумбрийского побережья и высадил огромную армию на северном берегу Хамбера. Главная английская армия во главе с королём Гарольдом II находилась в это время на юге страны, стремясь воспрепятствовать высадке нормандского герцога Вильгельма. В результате вся мощь норвежского удара пришлась на силы Моркара и его брата Эдвина. Нортумбрийско-мерсийское ополчение расположилось на подступах к Йорку. Но в битве при Фулфорде 20 сентября войска Моркара и Эдвина потерпели тяжёлое поражение. Вскоре жители Йорка открыли ворота норвежцам. На помощь Северной Англии двинулась главная армия короля Гарольда. 25 сентября в сражении при Стамфорд-Бридже норвежские войска были наголову разбиты, Харальд Суровый и Тостиг погибли.
Однако, обезопасив страну от норвежской угрозы, король Гарольд не смог оказать действенный отпор нормандцам, которые высадились в южной Англии спустя три дня после битвы при Стамфорд-Бридже. 14 октября 1066 года в сражении при Гастингсе английские войска были разгромлены, а король Гарольд убит. Англия была завоёвана нормандской армией. Новым королём стал Вильгельм Завоеватель. Моркар в сражении при Гастингсе не участвовал. Возможно, тяжесть потерь при Фулфорде не позволила эрлу присоединиться к стремительному маршу Гарольда на юг.

### Моркар после нормандского завоевания
После смерти Гарольда и прекращения действенного сопротивления нормандцам в южной части Англии, Моркар признал Вильгельма королём и в знак своей верности передал ему заложников. Это не помешало Вильгельму отстранить Моркара от управления Северной Англией, назначив эрлом Нортумбрии некоего Копси, одного из соратников Тостига Годвинсона.
В 1068 году Моркар покинул двор короля Вильгельма и направился в Нортумбрию. Там в это время ширилось движение против нормандской власти. Моркар, вероятно, пытался использовать антинормандские настроения североанглийских тэнов для организации сопротивления Вильгельму Завоевателю. Однако последний действовал решительно. Двинувшись со своим войском на север, Вильгельм соорудил несколько хорошо укреплённых замков (Уорик, Ноттингем, Линкольн и др.), позволявших контролировать обширные территории. Войска короля без сопротивления вошли в Йорк, а напуганные северные магнаты прибыли к Вильгельму с заверениями в лояльности. Усмирение северной Англии, однако, не было полным: в 1069 году вспыхнуло открытое восстание в Берниции. 28 января восставшие захватили и разрушили Дарем и уничтожили отряды нового нормандского графа Нортумбрии, Роберта де Комина. Мятеж быстро распространился на англосаксонское население Йоркшира, однако нормандцам удалось закрепиться в Йоркском замке и послать за помощью к королю. Быстрым маршем Вильгельм Завоеватель прибыл на север, отбил Йорк и выстроил там новый замок. В течение нескольких недель Нортумбрия была усмирена.
Осенью 1069 году в Хамбер вошли датские корабли Свена II Эстридсена: он решил объединиться с англосаксами в борьбе Эдгара Этелинга с Вильгельмом I Завоевателем и захватил Йорк. Однако серией мощных ударов Вильгельм Завоеватель нанёс поражение мятежникам и, выплатив дань, замирился с датчанами. Последний этап восстания возглавил небогатый мерсийский тэн Херевард. Вместе с Моркаром он организовал хорошо укреплённую базу англосаксов на острове Или. Однако в 1071 году нормандские войска высадились на острове. Хереварду удалось бежать, а Моркар был пленён и вскоре скончался в тюрьме.